# Československá hokejová reprezentace v sezóně 1979/1980
Československá hokejová reprezentace v sezóně 1979/1980 sehrála celkem 27 zápasů.

## Přehled mezistátních zápasů
| Pořadí | Datum             | Soupeř   | Výsledek             | Soutěž                    | Místo utkání     |
| ------ | ----------------- | -------- | -------------------- | ------------------------- | ---------------- |
| 762.   | 4. září 1979      | NDR      | 9:3 (3:1, 2:1, 4:1)  | Zlatý klas 1979           | České Budějovice |
| 763.   | 8. září 1979      | Švédsko  | 3:0 (1:0, 0:0, 2:0)  | Pohár Rudého práva 1979   | Praha            |
| 764.   | 10. září 1979     | Finsko   | 6:4 (2:0, 1:1, 3:3)  | Pohár Rudého práva 1979   | Praha            |
| 765.   | 11. září 1979     | Kanada   | 9:2 (2:0, 3:2, 4:0)  | Pohár Rudého práva 1979   | Praha            |
| 766.   | 13. září 1979     | SSSR     | 4:6 (0:1, 4:2, 0:3)  | Pohár Rudého práva 1979   | Praha            |
| 767.   | 11. prosince 1979 | Finsko   | 9:4 (3:0, 2:1, 4:3)  | přátelsky                 | Helsinky         |
| 768.   | 13. prosince 1979 | Finsko   | 3:2 (0:0, 2:2, 1:0,) | přátelsky                 | Tampere          |
| 769.   | 16. prosince 1979 | Kanada   | 10:1 (5:1, 1:0, 4:0) | Cena Izvestijí 1979       | Moskva           |
| 770.   | 17. prosince 1979 | Finsko   | 4:4 (1:3, 2:0, 1:1)  | Cena Izvestijí 1979       | Moskva           |
| 771.   | 19. prosince 1979 | Švédsko  | 6:1 (3:0, 3:1, 0:0)  | Cena Izvestijí 1979       | Moskva           |
| 772.   | 21. prosince 1979 | SSSR     | 2:3 (2:2, 0:1, 0:0)  | Cena Izvestijí 1979       | Moskva           |
| 773.   | 3. ledna 1980     | SRN      | 3:1 (2:0, 0:1, 1:0)  | přátelsky                 | Mannheim         |
| 774.   | 5. ledna 1980     | SRN      | 4:4 (1:1, 1:2, 2:1)  | přátelsky                 | Mnichov          |
| 775.   | 2. února 1980     | Kanada   | 3:6 (0:0, 1:3, 2:3)  | přátelsky                 | Calgary          |
| 776.   | 8. února 1980     | Kanada   | 5:1 (4:0, 1:1, 0:0)  | přátelsky                 | Montreal         |
| 777.   | 12. února 1980    | Norsko   | 11:0 (0:0, 5:0, 6:0) | Zimní olympijské hry 1980 | Lake Placid      |
| 778.   | 14. února 1980    | USA      | 3:7 (2:2, 0:2, 1:3)  | Zimní olympijské hry 1980 | Lake Placid      |
| 779.   | 16. února 1980    | Rumunsko | 7:2 (2:0, 3:1, 2:1)  | Zimní olympijské hry 1980 | Lake Placid      |
| 780.   | 18. února 1980    | SRN      | 11:3 (5:1, 5:0, 1:2) | Zimní olympijské hry 1980 | Lake Placid      |
| 781.   | 20. února 1980    | Švédsko  | 2:4 (0:2, 0:1, 2:1)  | Zimní olympijské hry 1980 | Lake Placid      |
| 782.   | 22. února 1980    | Kanada   | 6:1 (5:0, 0:1, 1:0)  | Zimní olympijské hry 1980 | Lake Placid      |
| 783.   | 19. dubna 1980    | Kanada   | 6:1 (2:1, 1:0, 3:0)  | Švédský pohár 1980        | Göteborg         |
| 784.   | 21. dubna 1980    | SSSR     | 1:2 (0:0, 1:1, 0:1)  | Švédský pohár 1980        | Göteborg         |
| 785.   | 22. dubna 1980    | Finsko   | 5:2 (1:1, 2:1, 2:0)  | Švédský pohár 1980        | Göteborg         |
| 786.   | 24. dubna 1980    | Švédsko  | 3:4 (0:1, 3:2, 0:1)  | Švédský pohár 1980        | Göteborg         |

## Další zápasy reprezentace
| Datum        | Soupeř                 | Výsledek            | Soutěž          | Místo utkání     |
| 5. září 1979 | Křídla Sovětů Moskva   | 3:3 (1:2, 1:0, 1:1) | Zlatý klas 1979 | České Budějovice |
| 6. září 1979 | Motor České Budějovice | 7:2 (1:2, 4:0, 2:0) | Zlatý klas 1979 | České Budějovice |

## Bilance sezóny 1979/80
| Soupeř   | Zápasy | Výhry | Remízy | Prohry | Skóre  |
| -------- | ------ | ----- | ------ | ------ | ------ |
| Finsko   | 5      | 4     | 1      | 0      | 27:16  |
| Kanada   | 6      | 5     | 0      | 1      | 39:12  |
| NDR      | 1      | 1     | 0      | 0      | 9:3    |
| Norsko   | 1      | 1     | 0      | 0      | 11:0   |
| Rumunsko | 1      | 1     | 0      | 0      | 7:2    |
| SRN      | 3      | 2     | 1      | 0      | 18:8   |
| SSSR     | 3      | 0     | 0      | 3      | 7:11   |
| Švédsko  | 4      | 2     | 0      | 2      | 14:9   |
| USA      | 1      | 1     | 0      | 0      | 3:7    |
| Celkem   | 25     | 16    | 2      | 7      | 135:68 |

## Reprezentovali v sezóně 1979/80
| Post    | Jméno              | Zápasy | Branky | Klub                   |
| Brankář | Jiří Králík        | 15     | 35     | Dukla Jihlava          |
| Brankář | Miroslav Krása     | 2      | 6      | Poldi SONP Kladno      |
| Brankář | Karel Lang         | 2      | 4      | Dukla Trenčín          |
| Brankář | Marcel Sakáč       | 2      | 7      | Slovan Bratislava      |
| Brankář | Jaromír Šindel     | 5      | 16     | TJ Vítkovice           |
| Obránce | Jiří Bubla         | 19     | 1      | CHZ Litvínov           |
| Obránce | Vítězslav Ďuriš    | 12     | 0      | Škoda Plzeň            |
| Obránce | Miroslav Dvořák    | 22     | 4      | Motor České Budějovice |
| Obránce | Stanislav Hajdušek | 4      | 0      | Sparta Praha           |
| Obránce | Milan Chalupa      | 17     | 0      | Dukla Jihlava          |
| Obránce | František Joun     | 4      | 0      | Motor České Budějovice |
| Obránce | František Kaberle  | 21     | 1      | Poldi SONP Kladno      |
| Obránce | Arnold Kadlec      | 19     | 1      | Dukla Jihlava          |
| Obránce | Jaroslav Lyčka     | 8      | 2      | TJ Vítkovice           |
| Obránce | Jan Neliba         | 19     | 2      | Poldi SONP Kladno      |
| Obránce | Peter Slanina      | 1      | 1      | VSŽ Košice             |
| Obránce | Radoslav Svoboda   | 11     | 0      | Dukla Jihlava          |
| Obránce | Jan Zajíček        | 12     | 0      | Sparta Praha           |
| Útočník | Marián Bezák       | 4      | 0      | Slovan Bratislava      |
| Útočník | František Černík   | 14     | 4      | TJ Vítkovice           |
| Útočník | Bohuslav Ebermann  | 19     | 0      | Škoda Plzeň            |
| Útočník | Miroslav Fryčer    | 18     | 4      | TJ Vítkovice           |
| Útočník | Libor Havlíček     | 13     | 0      | Zetor Brno             |
| Útočník | Ivan Hlinka        | 2      | 1      | CHZ Litvínov           |
| Útočník | Karel Holý         | 14     | 0      | Dukla Jihlava          |
| Útočník | Peter Ihnačák      | 5      | 4      | Sparta Praha           |
| Útočník | Jindřich Kokrment  | 4      | 1      | Dukla Jihlava          |
| Útočník | Jiří Lála          | 4      | 2      | Motor České Budějovice |
| Útočník | Vincent Lukáč      | 15     | 4      | VSŽ Košice             |
| Útočník | Vladimír Martinec  | 16     | 9      | Tesla Pardubice        |
| Útočník | Jiří Novák         | 19     | 13     | Tesla Pardubice        |
| Útočník | Milan Nový         | 24     | 15     | Poldi SONP Kladno      |
| Útočník | Lubomír Pěnička    | 4      | 1      | Sparta Praha           |
| Útočník | Jaroslav Pouzar    | 25     | 10     | Motor České Budějovice |
| Útočník | Dárius Rusnák      | 4      | 2      | Slovan Bratislava      |
| Útočník | Josef Slavík       | 5      | 1      | Tesla Pardubice        |
| Útočník | Ladislav Svozil    | 13     | 2      | TJ Vítkovice           |
| Útočník | Anton Šťastný      | 25     | 15     | Slovan Bratislava      |
| Útočník | Marián Šťastný     | 19     | 11     | Slovan Bratislava      |
| Útočník | Peter Šťastný      | 24     | 12     | Slovan Bratislava      |
| Trenér  | Karel Gut          |        |        |                        |
| Trenér  | Luděk Bukač        |        |        |                        |
| Trenér  | Stanislav Neveselý |        |        |                        |

## Přátelské mezistátní zápasy
Československo -  Finsko 	9:4 (3:0, 2:1, 4:3)
11. prosince 1979 - Helsinky

Branky Československa: 10:00 Milan Nový, 12:16 Milan Nový, 16:21 Anton Šťastný, 33:32 Miroslav Fryčer, 34:07 Milan Nový, 42:07 František Černík, 44:00 Vladimír Martinec, 45:52 Vincent Lukáč, 46:31 Ladislav Svozil.

Branky Finska: 34:59 Jukka Koskilahti, 45:43 Jukka Koskilahti, 51:14 Ismo Villa, 55:47 Hannu Koskinen.

Rozhodčí: Lars Henriksson (SWE) – Tommas (SWE), Rapp (SWE)

Vyloučení: 5:3 (využití 1:2)
ČSSR: Jiří Králík – Jiří Bubla, Jan Zajíček, František Kaberle, Jan Neliba, Milan Chalupa, Miroslav Dvořák  – Vladimír Martinec, Peter Šťastný, Anton Šťastný – Vincent Lukáč, Milan Nový, František Černík – Miroslav Fryčer, Ladislav Svozil, Jaroslav Pouzar – Jiří Novák
Finsko: Jorma Valtonen – Seppo Suoraniemi, Hannu Haapalainen, Tapio Levo, Lasse Litma, Pertti Lehtonen, Raimo Hirvonen, Kari Eloranta, Olli Saarinen – Markku Kiimalainen, Mikko Leinonen, Jukka Porvari – Reijo Leppänen, Markku Hakulinen, Jukka Koskilahti – Hannu Kapanen, Tapio Koskinen, Ismo Villa – Pullinen, Hannu Koskinen, Erkki Laine.
 Československo -  Finsko 	3:2 (0:0, 2:2, 1:0,)
13. prosince 1979 - Tampere

Branky a nahrávky Československa: 24:50 Miroslav Dvořák (Vladimír Martinec), 36:00 Marián Šťastný (Anton Šťastný), 50:37 Anton Šťastný (Peter Šťastný).

Branky a nahrávky Finska: 34:29 Markku Hakulinen (Reijo Leppänen), 38:25 Markku Kiimalainen (Jukka Porvari).

Rozhodčí: Lars Henriksson (SWE) – Tommas (SWE), Rapp (SWE)

Vyloučení: 3:3 (využití 0:1)
ČSSR: Jaromír Šindel – Jiří Bubla, Jan Zajíček, František Kaberle, Jan Neliba, Milan Chalupa, Radoslav Svoboda, Arnold Kadlec, Miroslav Dvořák  – Vladimír Martinec, Jiří Novák, Bohuslav Ebermann – Vincent Lukáč, Milan Nový, František Černík – Marián Šťastný, Peter Šťastný, Anton Šťastný – Miroslav Fryčer, Ladislav Svozil, Jaroslav Pouzar
Finsko: Antero Kivelä – Seppo Suoraniemi, Hannu Haapalainen, Tapio Levo, Lasse Litma, Pertti Lehtonen, Raimo Hirvonen, Kari Eloranta, Olli Saarinen – Markku Kiimalainen, Mikko Leinonen, Jukka Porvari – Reijo Leppänen, Markku Hakulinen, Jukka Koskilahti – Hannu Kapanen, Tapio Koskinen, Ismo Villa – Pullinen, Hannu Koskinen, Erkki Laine.
 Československo -  SRN	3:1 (2:0, 0:1, 1:0)
3. ledna 1980 - Mannheim

Branky Československa: 10. Ivan Hlinka, 12. Jiří Novák, 45. Vladimír Martinec.

Branky NSR: 24. Johann Zach.

Rozhodčí: Viktor Dombrovskij (URS) – Walter Frey (GER), Peter Radosei (GER)

Vyloučení: 5:6 (využití 2:0)
ČSSR: Jiří Králík – Jiří Bubla, Milan Chalupa, Radoslav Svoboda, František Kaberle, Jan Neliba, Miroslav Dvořák  – Vladimír Martinec, Jiří Novák, Bohuslav Ebermann – Marián Šťastný, Peter Šťastný, Anton Šťastný – Miroslav Fryčer, Ivan Hlinka, Jaroslav Pouzar – Vincent Lukáč, Milan Nový, František Černík - Ladislav Svozil.
Německo: Sigmund Suttner (Bernhardt Engelbrecht) – Horst-Peter Kretschmer, Harald Krüll, Dieter Medicus, Harold Kreis, Klaus Auhuber, Joachim Reil – Marcus Kühl, Vladimir Vacatko, Reiner Philipp – Martin Hinterstocker, Johann Zach, Hermann Hinterstocker – Uli Egen, Gerd Truntschka, Holger Meitinger – Martin Wild, Ernst Höfner, Helmut Steiger.
 Československo -  SRN	4:4 (1:1, 1:2, 2:1)
5. ledna 1980 - Mnichov	

Branky Československa: 7. Anton Šťastný, 34. František Černík, 46. Jiří Novák, 48. Miroslav Dvořák.

Branky SRN: 18. Joachim Reil, 26. Gerd Truntschka, 38. Holger Meitinger, 59. Joachim Reil.

Rozhodčí: Viktor Dombrovskij (URS) – Walter Frey (GER), Peter Radosei (GER)

Vyloučení: 3:4 (využití 0:0)
ČSSR: Jaromír Šindel – Jiří Bubla, Miroslav Dvořák , Jan Zajíček, Radoslav Svoboda, František Kaberle, Jan Neliba – Vladimír Martinec, Jiří Novák, Bohuslav Ebermann – Marián Šťastný, Ivan Hlinka, Anton Šťastný – Miroslav Fryčer, Ladislav Svozil, Jaroslav Pouzar – Vincent Lukáč, Milan Nový, František Černík
Německo: Sigmund Suttner (Bernhardt Engelbrecht) – Horst-Peter Kretschmer, Harald Krüll, Dieter Medicus, Harold Kreis, Klaus Auhuber, Joachim Reil – Marcus Kühl, Vladimir Vacatko, Reiner Philipp – Martin Hinterstocker, Johann Zach, Hermann Hinterstocker – Uli Egen, Gerd Truntschka, Holger Meitinger – Martin Wild, Ernst Höfner, Helmut Steiger.
 Československo -  Kanada 	3:6 (0:0, 1:3, 2:3)
2. února 1980 – Calgary

Branky Československa: 2x Milan Nový, Anton Šťastný.

Branky Kanady: ???

Rozhodčí: ?

Vyloučení: ?
ČSSR: Karel Lang (Jaromír Šindel) – František Kaberle, Jan Neliba, Jan Zajíček, Arnold Kadlec, Jiří Bubla, Vítězslav Ďuriš – Karel Holý, Milan Nový, František Černík – Miroslav Fryčer, Ladislav Svozil, Jaroslav Pouzar – Vincent Lukáč, Peter Šťastný, Anton Šťastný.

 Československo -  Kanada 	5:1 (4:0, 1:1, 0:0)
8. února 1980 – Montreal

Branky Československa: 5. Anton Šťastný, 8. Marián Šťastný, 10. Bohuslav Ebermann, 13. Jaroslav Pouzar, 28. Jiří Novák.

Branky Kanady: 33. Jim Nill.

Rozhodčí: Fourier

Vyloučení: ?
ČSSR: Jiří Králík (Karel Lang) – Milan Chalupa, Miroslav Dvořák , Jiří Bubla, Vítězslav Ďuriš (41. Arnold Kadlec), Jan Neliba (41. Jan Zajíček), František Kaberle – Vladimír Martinec, Jiří Novák, Bohuslav Ebermann – Marián Šťastný, Peter Šťastný, Anton Šťastný – Miroslav Fryčer, Milan Nový, Jaroslav Pouzar.
Kanada: Bob Dupuis (41. Paul Pageau) - Warren Anderson, Randy Gregg, Don Spring, Tim Watters, Brad Pirie, Terry O'Malley - Paul MacLean, Kevin Maxwell, Ken Berry - Pearsall, Dan D'Alvise, Stelio Zupancich - Jim Nill, Ron Davidson, Glenn Anderson - John Devaney, Kevin Primeau.